# August Lehr
August Lehr (Fráncfort del Meno, 26 de febrero de 1871-Ludwigslust, 15 de junlio de 1921) fue un deportista alemán que compitió en ciclismo en la modalidad de pista. Ganó una medalla de oro en el Campeonato Mundial de Ciclismo en Pista de 1894, en la prueba de velocidad individual.

## Medallero internacional
| Campeonato Mundial | Campeonato Mundial | Campeonato Mundial | Campeonato Mundial       |
| Año                | Lugar              | Medalla            | Competición              |
| ------------------ | ------------------ | ------------------ | ------------------------ |
| 1894               | Amberes (Bélgica)  | Medalla de oro     | Velocidad individual (A) |